# 哈林搖 (歌曲)
《哈林搖》（英語：Harlem Shake）是一首由美國DJ Baauer創作及錄製的歌曲，由唱片公司Jeffree's與Mad Decent於2012年5月22日透過數位下載形式發行。在中国大陆地区又稱为“哈莱姆摇摆舞”，或因动作关系而得名的“屌丝舞”。這首歌曲除了有機械貝斯的合成樂聲以及電子舞曲的節奏，還將美國饒舌樂團Plastic Little於2001發行的歌曲《Miller Time》中的其中一段歌詞「do the Harlem shake」放進這首歌裡，其中的「哈林搖」名稱源自於紐約哈林區的一位居民發明的舞蹈哈林搖。Baauer還在歌曲裡加了許多獨特的聲音使得歌曲顯得特別獨特，如一個尖叫的聲音喊著（西班牙語指「與恐怖份子為伍！」）及一些獅子的吼叫聲等。
歌曲最初開放免費下載，但隨著哈林搖於網路爆紅，唱片公司注意到這個模因可帶來的商業利益，從2013年1月8日開始需要在iTunes上購買此歌曲。《哈林搖》成功登上各國音樂排行榜，並在英國單曲排行榜與美國《告示牌》百強單曲榜分別獲得最高第三名與第一名的佳績，美國《告示牌》雜誌還為此潮流做了一篇專題報導。
《哈林搖》在各個音樂評論中都獲得了不錯的評價，大部分的評論員都認為這首舞曲非常的新穎。美國饒舌歌手Azealia Banks之後在SoundCloud上傳加入她的人聲的重混版本，但後因Baauer不滿意此版本，她才應Baauer要求移除歌曲。

## 背景
2011年，Baauer從紐約市立學院結束學業後即開始練習創作音樂節奏。在2012年時Baauer在他在布魯克林自家的錄音室錄製《哈林搖》這首歌曲。在這首歌中，Baauer將荷蘭浩室的元素加入至嘻哈音樂中，並加入許多特別的聲音使它顯得特別突出。Baauer不久後將《哈林搖》與其他幾首他所創作的歌曲上傳至他的SoundCloud裡，2012年4月，蘇格蘭DJRustie注意到這首歌曲，並在他在BBC Radio 1的節目中播放這首歌曲。不久後，美國DJ、音樂製作人Diplo在聽到這首歌後，主動邀Baauer加入他創立的唱片公司Mad Decent旗下唱片公司的Jeffree's中。同年5月22日，唱片公司在Pitchfork中開放可以免費下載這首歌。

## 音樂及歌詞
歌曲以降D大調創作，每分鐘140拍，時長3分16秒，音域在Bb4。《哈林搖》由許多強烈的小鼓聲、機械貝斯聲、獅子吼叫聲的音樂樣本、以及有著荷蘭浩室風格的固定低音所組成。歌曲一開始有個尖叫的聲音喊著（西班牙語指「與恐怖份子為伍！」），之後開始了有著切分音節奏的重低音聲，緊接著連接起頭與主題的是美國饒舌樂團Plastic Little於2001發行的歌曲《Miller Time》中的其中一段歌詞「do the Harlem shake」，接著才進入歌曲主題。Baauer在與The Daily Beast訪談的時候表示，《哈林搖》是他的朋友給他聽《Miller Time》過後才有的創作，因此他將該段歌詞加進他的創作中。Plastic Little的成員Jayson Musson說這段歌詞是的靈感是在一次打架過後卻以跳「哈林搖」這個舞步結束而來的，他並不在意Baauer沒有經過他們的認可就把他們歌曲中的一段加進他的創作中，反而還覺得《哈林搖》這首歌曲非常非凡。Jayson Musson表示他喜歡這首歌曲，並說：「還有誰會在2012年唱著有關哈林搖的歌呢？」
而開場詞也是從別的歌中擷取而來，Baauer表示這段人聲是他在網路上找到的，他並不知道它的來源。ABC的娛樂記者阿历克斯·阿尔瓦莱斯（Alex Alvarez）認為它是擷取自波多黎各音樂製作人海克特·德爾加多的單曲《Los Terroristas》中，半月刊《The Fader》的内奥米·蔡克纳（Naomi Zeichner）卻認為這段歌詞是擷取於DJ團體Philadelphyinz在2010年發行的歌曲《Con Alegria》的一個無伴奏合唱版本中。Baauer表示這首歌只是他的一個即興創作，歌曲中使用別首歌的段落實際上都沒有經過原作者的許可。

## 商業表現
《哈林搖》在2012年6月由Mad Decent唱片公司發行，Mad Decent原本計畫要幫《哈林搖》拍一部音樂錄影帶，但後來因對結果不滿意而將計畫擱置。單曲後於2013年1月8日在iTunes Store上發行，直到同年2月才開放購買，當時YouTube上已經有上傳許多「哈林搖」的影片。這些影片長度大約都是30秒，前15秒大都是只有一個人在獨自舞動，其他人則故意裝忙，而等到15秒的一個重拍後，其他人再跟著一起舞動。這些影片是源自於有一部於2013年1月30日上傳至YouTube的影片而來的，而截至2013年2月15日，「哈林搖」的影片已經有多達四萬個版本，總觀看次數也達到了1.75億個人次。
根據尼爾森市調公司的報告指出，這個影片熱潮在第一個禮拜就至少為《哈林搖》多賣了12,000支單曲。當週《哈林搖》在《告示牌》舞曲/電子單曲下載榜與舞曲/電子單曲榜分別達到第九名與第十二名的成績。Mad Decent的經理杰斯帕·戈金斯（Jasper Goggins）說《哈林搖》是他們有史以來發行過「最重要的單曲」而且「居然會在六天內突然爆紅」。隔週，《哈林搖》甚至登上了《告示牌》百強單曲榜及舞曲/電子單曲榜的冠軍，單曲銷售量也達到了262,000支，其中因《哈林搖》的影片在當週即取得1.03億次點擊人次，所以雖然這首單曲是新進榜的單曲，《告示牌》與尼爾森市調公司在進榜首週就將《哈林搖》排至百強單曲的第一名，成為《告示牌》史上第21首空降百強單曲榜冠軍的歌曲。
在英國，《哈林搖》影片的熱潮在首週在英國單曲榜就登上了第22名，隔週更是登上該榜的第三名。英國官方排行榜公司的總經理馬丁·塔爾博特（Martin Talbot）在2013年2月17日表示：「雖然在熱潮剛開始時，《哈林搖》的銷售量還不到前20名的標準，但現在它卻成為了英國最熱門的歌曲之一。」

## 評價
Pitchfork的評論員拉里·菲茨莫里斯（Larry Fitzmaurice）稱讚這首歌很有吸引力，並稱讚這首歌是「至2012年5月最好的新歌」。評價部落格The Needle Drop的站長安東尼·范塔諾說這首歌「雖然不完美，但是很接近了。」《紐約時報》的喬恩·卡拉馬尼卡說這首歌非常新奇，並說《哈林搖》使他感覺與美國饒舌歌手Macklemore的暢銷歌曲《Thrift Shop》一樣成功。

## 重混
2013年2月14日，美國饒舌歌手阿澤莉亞·班克斯在SoundCloud上釋出了以她的歌聲重混《哈林搖》的版本，但後來Baauer認為班克斯沒有釋出該版本的權利，因此要求她移除該音軌。班克斯在Twitter上抱怨並聲稱其實Baauer先前有使用電子郵件允許她使用《哈林搖》來重混。班克斯後又稱Mad Decent的創辦人Diplo有寄給她電子郵件表示因決定要改讓另一名饒舌歌手Juicy J來唱這首歌，所以取消班克斯的允許。班克斯最後在Vimeo上傳她重混版本的影片來表示抗議。

## 排行榜
| 周榜單（2013年）                     | 最高排名 |
| ------------------------------------ | -------- |
| 澳大利亚（澳大利亚唱片业协会榜）     | 1        |
| 奧地利（奧地利Ö3四十強單曲榜）       | 9        |
| 比利時佛蘭德（Ultratop五十強單曲榜） | 2        |
| 比利時瓦隆（Ultratop五十強單曲榜）   | 2        |
| 巴西（巴西百強單曲榜）               | 1        |
| 加拿大（加拿大百強單曲榜）           | 6        |
| 丹麥（Tracklisten）                  | 4        |
| 歐洲（《告示牌》數位歌曲銷售榜）     | 3        |
| 芬蘭（芬蘭官方單曲榜）               | 19       |
| 法國（法國唱片出版業公會單曲榜）     | 4        |
| 愛爾蘭（愛爾蘭唱片協會榜）           | 5        |
| 盧森堡（《告示牌》數位歌曲榜）       | 1        |
| 荷蘭（荷蘭四十強單曲榜）             | 4        |
| 荷蘭（百大單曲榜）                   | 4        |
| 新西兰（新西兰唱片音乐协会）         | 1        |
| 挪威（世界之路榜單）                 | 20       |
| 蘇格蘭（官方榜單公司百大單曲銷售榜） | 3        |
| 韓國（Gaon國際單曲榜）               | 2        |
| 西班牙（西班牙音樂製作協會）         | 24       |
| 瑞典（瑞典最熱榜）                   | 17       |
| 瑞士（瑞士熱門音樂榜）               | 5        |
| 英國（官方榜單公司單曲榜）           | 3        |
| 英國（官方榜單公司舞曲榜）           | 1        |
| 美國（《告示牌》百強單曲榜）         | 1        |
| 美國（《告示牌》舞曲/電子單曲榜）    | 1        |

## 外部連結
- 哈林搖在Allmusic上的頁面